# Joseph Keiser
Georg Joseph Jakob Keiser (* 16. Mai 1859 in Zug; † 13. Februar 1939 in Münchenstein) war ein Schweizer Geodät, Aquarellist und Professor.

## Ausbildung
Joseph Keiser besuchte die Stadtschule in Zug und die dortige Kantonsschule. Danach war er am technischen Büro der Anglo-Swiss Condensed Milk Company in Cham ZG angestellt. 1877/78 besuchte er die Geometer-Fachschule der Baugewerkschule in Stuttgart. Danach arbeitete er eineinhalb Jahre bei der badischen Katastervermessung und in Pforzheim. Von 1879 bis 1881 studierte er Geodäsie an dem Polytechnikum in Karlsruhe. Er arbeitete an Katasteraufnahmen in Deutschland und in der Westschweiz. Daraufhin bestand er die Prüfung zum Konkordatsgeometer. 1883/84 absolvierte er einen Jahreskurs am Polytechnikum in Zürich. Von 1884 bis 1893 war er Zeichenlehrer an der Kantonsschule in Zug. Im Jahre 1887 arbeitete er am Situationsplan der Stadt Zug. Von 1893 bis 1922 war er Professor für technisches Zeichnen an der Gewerbeschule in Basel. In seinen Aquarellen und Zeichnungen widmete er sich auch Stadtveduten.

## Werke (Auswahl)
- Über Bestrebungen auf dem Gebiete des Vermessungswesens im Allgemeinen und deren Rückwirkung auf den Kt. Zug im Besondern, 1888.

## Verweise
- Situationsplan der Stadt Zug im dortigen Stadtarchiv